# Peruanische Badminton-Juniorenmeisterschaft
Peruanische Juniorenmeisterschaften im Badminton werden seit den 1970er Jahren für die Altersklasse U18 ausgetragen. Später wurde die Altersklasse auf U19 geändert und es kamen weitere Altersklassen hinzu (U9, U11, U13, U15, U17). Peru ist traditionell eine Hochburg im Badminton in Südamerika.

## Die Einzelmeister seit 2011
| Saison | Herreneinzel               | Dameneinzel                 | Herrendoppel                                                  | Damendoppel                                                      | Mixed                                                        |
| ------ | -------------------------- | --------------------------- | ------------------------------------------------------------- | ---------------------------------------------------------------- | ------------------------------------------------------------ |
| 2011   | Iganacio de Vinatea        | Luz María Zornoza           | Gonzalo Duany Sebastian Macias                                | Luz María Zornoza Daniella Guzman Barron                         | Iganacio de Vinatea Luz María Zornoza                        |
| 2012   | Diego Yong                 | Luz María Zornoza           | Diego Yong Sebastian Macias                                   | Daniela Macías Dánica Nishimura                                  | Sebastian Macias Luz María Zornoza                           |
| 2013   | José Guevara               | Dánica Nishimura            | nicht ausgetragen                                             | Daniela Zapata Dánica Nishimura                                  | Sebastian Macias Daniela Zapata                              |
| 2014   | Daniel La Torre            | Daniela Macías              | Daniel La Torre Rafael Davila Salinas                         | Daniela Macías Dánica Nishimura                                  | José Guevara Daniela Zapata                                  |
| 2015   | Daniel La Torre            | nicht ausgetragen           | Daniel La Torre José Guevara                                  | nicht ausgetragen                                                | nicht ausgetragen                                            |
| 2016   | Diego Mini                 | Paula La Torre              | Alfonso Garcia-Rosell Matias Zamorano Ramos                   | nicht ausgetragen                                                | Diego Mini Paula La Torre                                    |
| 2017   | Bruno Barrueto             | Paula La Torre              | Bruno Barrueto Diego Subauste                                 | nicht ausgetragen                                                | Diego Mini Paula La Torre                                    |
| 2018   | Nicolás Macías             | Fernanda Saponara Rivva     | Bruno Barrueto Diego Subauste                                 | Stefany Chen Valeria Wong                                        | Bruno Barrueto Fernanda Saponara Rivva                       |
| 2019   | Nicolás Macías             | Fernanda Saponara Rivva     | Mariano Novoa Aservi Nicolás Macías                           | Micaela Castillo Salazar Micaela Flores                          | Nicolás Macías Fernanda Saponara Rivva                       |
| 2020   | Adriano Viale              | Ariana Airi Moromisato Kina | Adriano Viale Mariano Ernesto Velarde Alzamora                | Fernanda Munar Solimano Rafaela Munar Solimano                   | Adriano Viale Rafaela Munar Solimano                         |
| 2021   | Adriano Viale              | Erika Volosova              | Adriano Viale Mariano Ernesto Velarde Alzamora                | Andrea Pamela Flores Vasquez de Vela Ariana Airi Moromisato Kina | Adriano Viale Rafaela Munar Solimano                         |
| 2022   | Kalei Kuan Veng Kuong      | Fernanda Munar Solimano     | Kalei Kuan Veng Kuong Mario Saul Andrade Yanque               | nicht ausgetragen                                                | Sharum Hilder Durand Cardenas Namie Chiara Miyahira Tsukazan |
| 2023   | Jose Maria Rendon Chirinos | Fernanda Munar Solimano     | Gonzalo Sebastían Castillo Salazar Jose Maria Rendon Chirinos | Fernanda Munar Solimano Rafaela Munar Solimano                   | Sharum Hilder Durand Cardenas Namie Chiara Miyahira Tsukazan |
| 2024   | Jose Maria Rendon Chirinos | Taisia Kasianov             | Gonzalo Sebastían Castillo Salazar Jose Maria Rendon Chirinos | Rafaela Castañeda Taisia Kasianov                                | Marcelo Novoa Joely Valeria Chuquimaqui                      |